# Illes Biscoe
Les Illes Biscoe són un grup d'illes, en el qual les principals són Renaud, Lavoisier (dita Serrano a Xile i Mitre a l'Argentina), Watkins, Krogh, Pickwick i Rabot, que es troben en paral·lel a la costa oest de Terra de Graham i estenent-se 150 km (81 nmi) entre el Passatge Southwind al nord-est i l'Estret Matha al sud-oest. Altre grup d'illes són les Illes Adolph.
Les illes van ser anomenades en honor de John Biscoe, el comandant de l'expedició britànica que va explorar les illes el febrer de 1832.